# 2295 Matusovskij
2295 Matusovskij (1977 QD1) là một tiểu hành tinh vành đai chính được phát hiện ngày 19 tháng 8 năm 1977 bởi N. Chernykh ở Nauchnyj.